# Tag von Potsdam

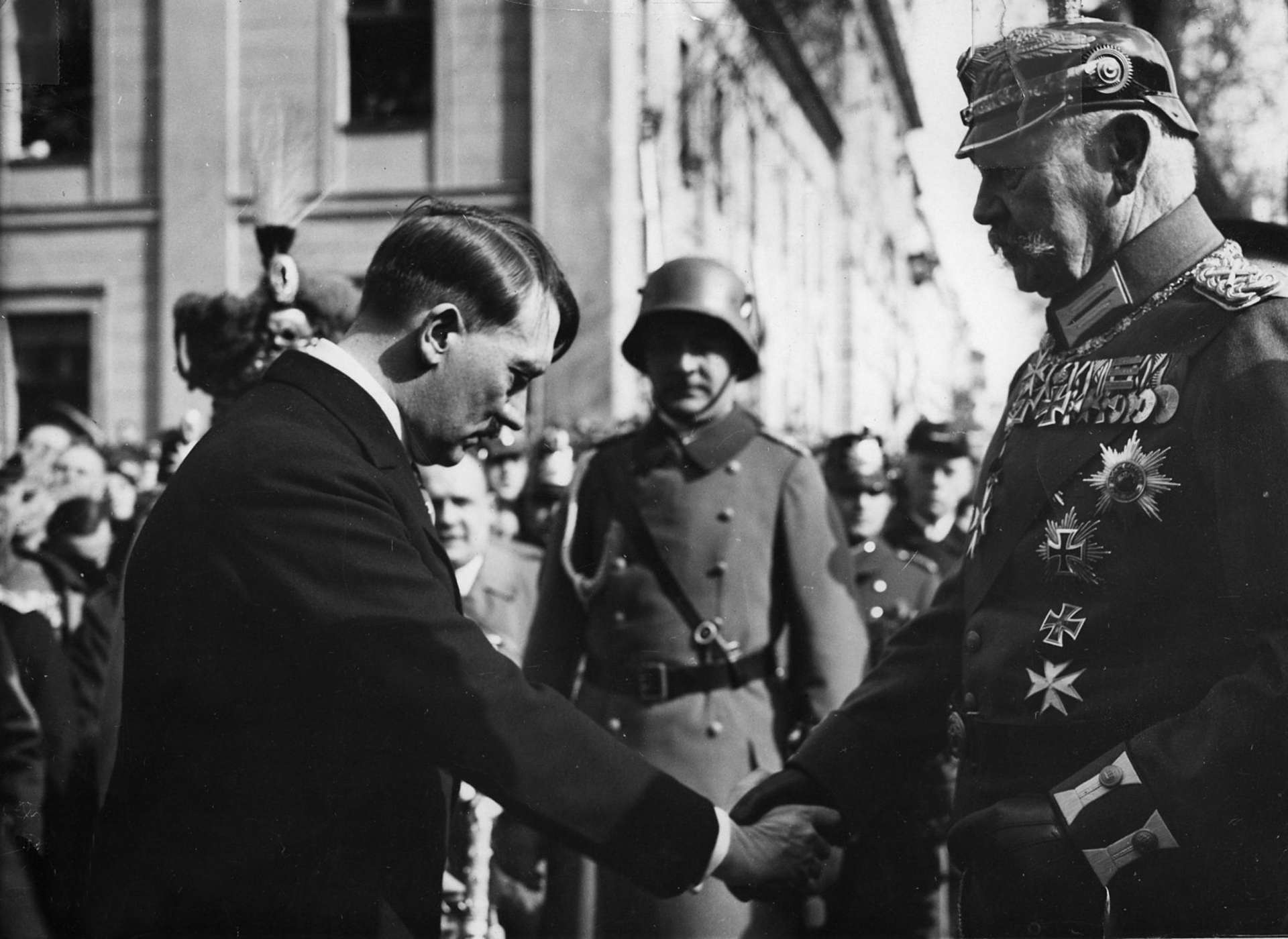
Reichskanzler Adolf Hitler verneigt sich vor Reichspräsident Paul von Hindenburg und gibt ihm die Hand. Das Foto des Fotografen Theo Eisenhart der New York Times wurde nach 1945 zur Medienikone des Tags von Potsdam.

Als Tag von Potsdam werden die Feierlichkeiten in Potsdam am 21. März 1933 zur Eröffnung des Reichstags bezeichnet, der aus der Reichstagswahl vom 5. März 1933 hervorgegangen war. Ihr Höhepunkt war ein Staatsakt in der Garnisonkirche. Beteiligt waren der Reichspräsident Paul von Hindenburg, der Reichskanzler Adolf Hitler, die Mitglieder seiner Regierung und die Reichstagsabgeordneten mit Ausnahme der Abgeordneten der SPD und der KPD sowie geladene Gäste aus dem öffentlichen Leben, der Wirtschaft und der Reichswehr. Damit ähnelte die Zusammenkunft dem Empfang der neuen Reichstagsabgeordneten beim Kaiser, wie es vor 1918 der Brauch gewesen war. Die eigentliche konstituierende Sitzung des Reichstags folgte am Nachmittag in der Berliner Kroll-Oper, die seit dem Reichstagsbrand einen knappen Monat zuvor als Ersatz für das Reichstagsgebäude diente.
Innerhalb des einen Monats der Reichskanzlerschaft Adolf Hitlers war die von ihm angestrebte Alleinherrschaft der NSDAP keineswegs gefestigt. Seine Koalitionsregierung mit der rechtskonservativen DNVP hing vor allem vom Vertrauen des Reichspräsidenten ab. Daher beschlossen Hitler und das Reichskabinett am Morgen des 28. Februar 1933, die Eröffnung des Reichstages zu einem publikumswirksamen „Tag von Potsdam“ zu gestalten, der konservativ und monarchisch eingestellten Menschen – wie Reichspräsident Hindenburg und der Reichswehr – gefallen sollte. Der Tag sollte die Verbindung von „alter Größe und der jungen Kraft“ des Nationalsozialismus sichtbar machen.
Entgegen der vielfach geäußerten Ansicht, das Reichsministerium für Volksaufklärung und Propaganda unter Joseph Goebbels habe federführend die Feier organisiert, ist tatsächlich von der Beteiligung einer Mehrzahl von Akteuren auszugehen, darunter neben Hitler und der Reichsregierung vor allem Reichspräsident Hindenburg, des Weiteren die Reichswehr, die Kirchen, das Reichsinnenministerium und die Reichstagsverwaltung. Goebbels trat erst am 13. März 1933 sein Amt als Minister an; er konnte dann im Grunde nur noch das Rahmenprogramm gestalten und die Feier propagandistisch verbreiten und ausschlachten, insbesondere im Rundfunk.  Der Historiker Martin Sabrow spricht in diesem Zusammenhang von einer zählebigen „Legende“, die Goebbels „die ganze Verantwortung für die Potsdamer Großveranstaltung zuschreibt“.

## Vorgeschichte
Am 5. März 1933 war ein neuer Reichstag gewählt worden. Vor dem Hintergrund des Reichstagsbrandes in der Nacht auf den 28. Februar 1933, für den die Reichsregierung die Kommunisten verantwortlich machte, hatte sich die Stimmzahl der NSDAP erhöht, jedoch verfehlte sie die absolute Mehrheit. Um an der Macht bleiben zu können, war die NSDAP weiterhin auf die völkische DNVP angewiesen.
Außerdem plante die Reichsregierung, dem Reichstag das Ermächtigungsgesetz vorzulegen. Dazu war allerdings zunächst, wie für alle verfassungsändernden Gesetze in der Weimarer Republik, die Zustimmung der Zweidrittelmehrheit aller Abgeordneten des Reichstags notwendig. Um diese zu erreichen, sollten die Reichstagsabgeordneten vor allem der Zentrumspartei überzeugt werden.
Einige Kirchenvertreter und auch Reichspräsident Hindenburg äußerten Vorbehalte gegenüber der Potsdamer Garnisonkirche, da sie einen kontroversen politischen Akt mit der Würde des Gotteshauses nicht für vereinbar hielten. Hindenburg lud daher auf den 7. März 1933 Hitler, den Vizekanzler Franz von Papen sowie die Minister Hermann Göring, Wilhelm Frick und Werner von Blomberg zu einer Besprechung ein, bei der ein Vorschlag aus Fricks Innenministerium zur Aufteilung des Staatsakts angenommen und der Ablauf der Feier detailliert festgelegt wurden. Nach den Gottesdiensten für die beiden Konfessionen sollte ein überparteilicher Staatsakt in der Garnisonkirche stattfinden. Die konstituierende Reichstagssitzung selbst sollte dann, so die Planung zunächst, direkt nebenan im Langen Stall stattfinden, welcher in der Kürze der Zeit aber nicht mehr angemessen umzugestalten war. Stattdessen verlegte man sich für dieses Ereignis deshalb wieder zurück nach Berlin, in die Kroll-Oper vis-a-vis dem ausgebrannten Reichstagsgebäude.
Am 8. März machte sich Hitler in Begleitung Görings und Fricks selbst vor Ort ein Bild. Göring schlug dabei vor, den Sessel Wilhelms II. in der Loge des preußischen Königshauses freizulassen, was in monarchistischen Kreisen als symbolisches Bekenntnis zum Haus Hohenzollern verstanden werden sollte. Als Termin wurde außerdem nun anstelle des 1. Aprils (Bismarcks Geburtstag) der 21. März, der Frühlingsanfang, beschlossen. Auch dieser Tag hatte besonderen symbolischen Charakter, war doch am 21. März 1871 der erste Reichstag des Kaiserreichs eröffnet worden. Am 20. März besuchte Hitler erneut die Garnisonkirche, um dort, so Theodor Duesterberg, „im strengsten Inkognito“ seinen Auftritt „ins Unreine“ zu üben. Außerdem gelang es Hitler am Abend dieses Tages in einer persönlichen Unterredung, wahrscheinlich bei einem Besuch in Cecilienhof, den bisher nicht eingeladenen Ex-Kronprinzen Wilhelm von Preußen zur Teilnahme an der Feier zu überreden.

## Ablauf

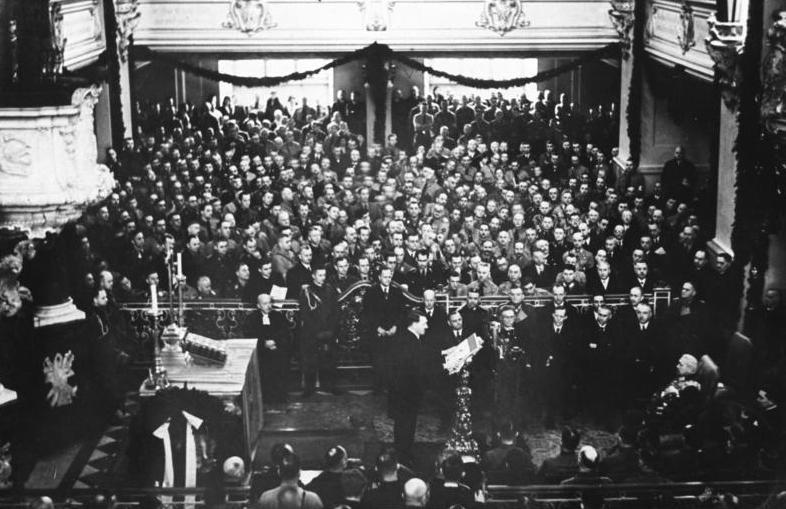
Rede Hitlers in der Garnisonkirche

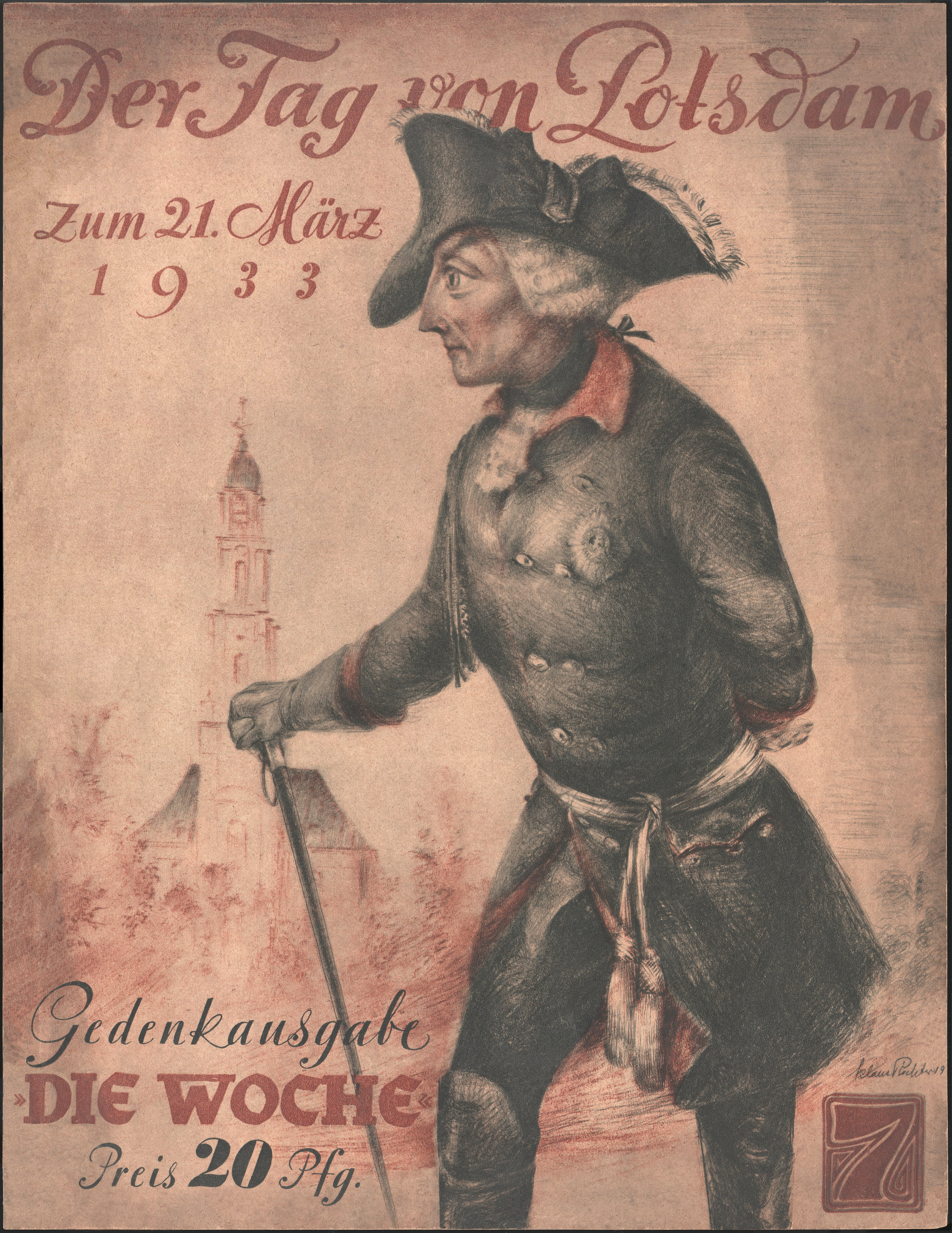
Sonderausgabe „Der Tag von Potsdam“ in der Wochenzeitung Die Woche

Die sozialdemokratischen Abgeordneten blieben der Veranstaltung in Potsdam fern. Die Mandate der kommunistischen Abgeordneten hatte die Reichsregierung bereits auf Grund der Reichstagsbrandverordnung für ungültig erklärt.
Der Rundfunk übertrug das Geschehen in voller Länge. Bürger ohne Rundfunkempfangsgerät konnten der Übertragung in öffentlichen Veranstaltungen folgen.
Propagandaminister Goebbels wollte in der kurzen Zeit, die ihm zwischen dem 13. und dem 20. März blieb, dem Tag eine möglichst nationalsozialistische Form geben, doch im Stadtbild dominierten die alten Farben Schwarz-Weiß-Rot statt der nationalsozialistischen Hakenkreuzflagge. Durch die starke Beteiligung der Reichswehr war der Staatsakt vom Geiste traditioneller Militärfeiern getragen.
Laut Programm fanden in Potsdam vor dem Staatsakt je ein Gottesdienst in der Nikolaikirche für die evangelischen und in der Peter-und-Paul-Kirche für die katholischen Teilnehmer statt. Um einen „symbolpolitischen Kontrapunkt zu setzen“, aber auch um Druck auf die Katholische Kirche aufzubauen, nahmen Hitler und Goebbels, beide katholisch, am Festgottesdienst in der Peter-und-Paul-Kirche nicht teil. Sie legten stattdessen in Berlin auf dem Luisenstädtischen Friedhof Kränze an den Gräbern von „gefallenen SA-Männern“ nieder. Über sein Fernbleiben ließ Hitler eine Erklärung veröffentlichen, mit der er vor allem den katholischen Bischöfen „eine Warnung“ zukommen ließ, da diese, so die Verlautbarung, in der Vergangenheit mehrfach „Führer und Mitglieder“ der NSDAP als „Abtrünnige der Kirche bezeichnet“ hätten. Zu diesen subtilen Nadelstichen gegen den (politischen) Katholizismus gehörte möglicherweise auch der Umstand, dass die Abgeordneten des Zentrums, nicht aber die von DVP und DNVP, vor der gemeinsamen Fahrt von Berlin nach Potsdam auf Waffen durchsucht werden sollten.
Neben dem Ex-Kronprinzen in der Uniform des ehemaligen Leib-Husaren-Regiments Nr. 1 nahmen an der Veranstaltung auch die Kaiser-Söhne August Wilhelm in SA-Uniform sowie Oskar und Eitel Friedrich in der Uniform des Stahlhelms teil.
In der Garnisonkirche hielt zunächst Hindenburg eine kurze Ansprache, danach folgte eine längere Rede des Reichskanzlers. Hitler behauptete entgegen seinen tatsächlichen Absichten, die Rechte der Staatsorgane wie Reichspräsident, Reichstag und Reichsrat sollten nicht angetastet werden. Tatsächlich diente das bereits geplante Ermächtigungsgesetz aber dazu, Reichstag und -rat nicht mehr für die Gesetzgebung zu benötigen. Unmittelbar nach Hindenburgs Tod am 2. August 1934 übernahm Reichskanzler Hitler nach der Volksabstimmung über das Staatsoberhaupt des Deutschen Reichs auch die Befugnisse des Reichspräsidenten.
Am Ende seiner rhetorisch geschickt auf das anwesende Publikum zugeschnittenen, absichtlich maßvollen Rede gab Hitler der Versammlung einen Wink, sich zu erheben und setzte zu einer großartigen Eloge auf den Reichspräsidenten Hindenburg an, dessen „wundersames Leben“ er in glorifizierender Weise Revue passieren ließ, um es sodann als „ein Symbol der unzerstörbaren Lebenskraft der deutschen Nation“ zu bezeichnen. Ausdrücklich berief er sich auf Hindenburgs „Zustimmung“ zu den neuen politischen Verhältnissen, die er als „Segnung“ empfinde. Die „Vorsehung“ habe den Generalfeldmarschall zum „Schirmherr[n]“ über die „Erhebung unseres Volkes“ gemacht. „Von seiner eigenen Beredsamkeit tief gerührt“, so der britische Historiker John Wheeler-Bennett, ging Hitler dann auf Hindenburg zu und reichte ihm die Hand. Nach der Beobachtung des ehemaligen Reichskanzlers Heinrich Brüning hatte Hindenburg in diesem Moment Tränen der Rührung in den Augen. Auch auf viele Anwesende oder Hörer der Rundfunkübertragung machte dieser Moment des Handschlags einen tiefen emotionalen Eindruck.
Während die Orgel spielte, trat Hindenburg nun an die Gruft der Kirche, wo sich die Särge von Friedrich dem Großen und dessen Vater Friedrich Wilhelm I. befanden, die als die Begründer der preußischen Großmachtstellung im 18. Jahrhundert galten. Dort legte Hindenburg zwei Kränze nieder und verharrte eine Weile lang stumm, während vor der Kirche Salut geschossen wurde. Für Hindenburg, der sich bisher als Reichspräsident in Bezug auf monarchistische Gesten strikte Enthaltsamkeit hatte auferlegen müssen, war dieser Moment von großer persönlicher Bedeutung. Auch konnte er durch die Potsdamer Feier sein beschädigtes Verhältnis zu den Hohenzollern öffentlich stabilisieren. Zum Ende des Staatsakts wandte sich Hindenburg wie schon beim Beginn zur Loge der königlichen Familie und erhob für alle Anwesenden sichtbar grüßend den Marschallstab.
Auf den Festakt folgte außerhalb der Garnisonkirche ein Vorbeimarsch von Einheiten der Reichswehr, der preußischen Schutzpolizei, der SA, der SS, der Hitlerjugend, des Stahlhelms und weiterer „vaterländischer Verbände“ vor Hindenburg. Danach verabschiedeten sich hochrangige Teilnehmer der Feierlichkeiten von ihm auf der Straße, darunter auch Hitler. Von dieser Begegnung gibt es Filmaufnahmen sowie ein bekanntes Foto des Fotografen Theo Eisenhart der New York Times. Dieses Foto, das eine tiefe Verneigung Hitlers in ziviler Kleidung in Cut und Zylinder vor Hindenburg zeigt, war dem Historiker Martin Sabrow zufolge ein Schnappschuss und kein geplanter Vorgang der Propaganda. Das Foto sei im Rahmen der Verabschiedung entstanden, während der offizielle Händedruck von Reichspräsident und Reichskanzler bereits vorher in der Kirche stattfand. Hitlers Verneigung sei den Funktionären der NSDAP „zu tief und deshalb peinlich“ gewesen. Daher sei das Foto entgegen heute weit verbreiteten Annahmen von der NS-Propaganda nicht verwendet worden. Es wurde bis 1945 nur vereinzelt in Zeitungen verwendet. Erst nach dem Krieg sei es als Propagandabild verstanden worden und zum Beispiel bis heute in Schulbüchern ein vermeintlich ikonisches Foto der NS-Propaganda. Dem widerspricht der Historiker Christoph Raichle, der von einer „kalkulierten Demutsgeste vor Hindenburg“ spricht, welche die vorangegangene „verbale Verneigung“ vor Hindenburg in Hitlers Rede symbolischen Ausdruck verlieh. Für die propagandistische Verwertung des Bildes durch die Nationalsozialisten spreche die Veröffentlichung des Bildes unter anderem auf dem Titelblatt der „Adolf-Hitler-Sondernummer“ des parteieigenen Illustrierten Beobachters vom April 1933 sowie in anderen NS-Propagandaschriften. Auch gebe es ähnliche Bilder von den offiziellen Begegnungen Hitlers und Hindenburgs bei späteren Staatsakten, was für eine Ritualisierung des öffentlichen Umgangs zwischen Hitler und Hindenburg seit dem Tag von Potsdam spräche.
Am Nachmittag trat in Berlin kurz nach 17 Uhr der Reichstag zu seiner konstituierenden Sitzung zusammen. Hinter der Rednertribüne hatte man eine große Hakenkreuzflagge angebracht, gesäumt von zwei schwarz-weiß-roten Flaggen. Hitler erschien im Braunhemd, überließ das Reden aber dem Reichstagspräsidenten Göring. Dieser führte die nötigen Formalitäten militärisch knapp „im Schnellverfahren durch“, was auch die künftige Rolle des Reichstags vor Augen führen sollte. In seiner Rede diffamierte Göring die Jahre der Republik als Zeit der Not, der Schande und Ehrlosigkeit und erklärte: „Nun ist Weimar überwunden.“ Ab 19 Uhr nahm Hitler an einer Sonderaufführung von Richard Wagners Oper Die Meistersinger von Nürnberg in der Staatsoper Unter den Linden teil.
Der Tag von Potsdam wurde auch reichsweit „in fast allen deutschen Städten“ und vielen Gemeinden feierlich begangen, was die Wirkung des Ereignisses noch steigerte. In den Garnisonstädten wurde die Reichswehr durch Paraden und Platzkonzerte aktiv, es fanden Kundgebungen und Umzüge statt, teilweise gab es auch Feuerwerk oder „Freiheitsfeuer“ auf umliegenden Anhöhen. In Berlin fand abends ein Fackelzug durchs Brandenburger Tor statt. Im Berliner Rathaus wurde das während der Novemberrevolution abgehängte überlebensgroße Porträt Kaiser Wilhelms II. demonstrativ wiederaufgehängt.

## Ziel der Veranstaltung

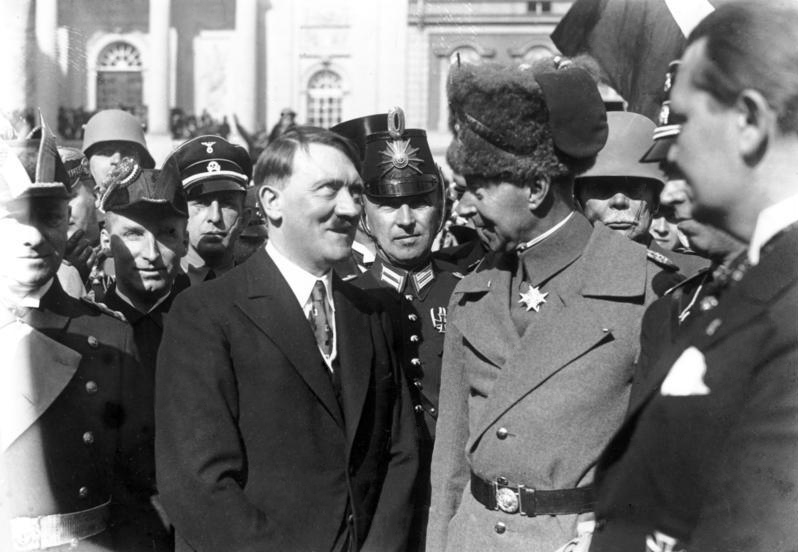
Hitler und der Ex-Kronprinz Wilhelm von Preußen nach dem Festakt, rechts Hermann Göring. Das Foto ist in der Zeit des Nationalsozialismus nicht veröffentlicht worden, tauchte aber 2014 in Zusammenhang mit den Entschädigungsforderungen der Hohenzollern auf und gilt seither als „Sinnbild für die Verbindungen der Hohenzollern mit dem Nationalsozialismus“.

Die Hoffnung der Nationalsozialisten bestand darin, mit dem Tag von Potsdam einen symbolischen Fortlauf der preußisch-deutschen Geschichte aufzuzeigen, bei dem sich Hitler in einer Reihe mit Friedrich dem Großen, Bismarck und Hindenburg präsentierte. Auf diese Weise wollte sich Hitler, der bis dahin von vielen Deutschen als reiner Parteiführer angesehen wurde, nun als überparteilicher Staatsmann an der Seite Hindenburgs präsentieren, der im Frühjahr 1932 noch sein Gegner in der Reichspräsidentenwahl gewesen war und eine Kanzlerschaft Hitlers am 13. August 1932 öffentlich sehr deutlich abgelehnt hatte. Hitler legte daher, wie er im Jahr 1942 in seinen „Tischgesprächen“ ausführte, den „größten Wert“ darauf, die Macht „gleichsam unter dem Segen des Alten Herrn“, also Hindenburgs, zu übernehmen. Der Tag von Potsdam hatte daher auch den Charakter einer ostentativen Versöhnung der nationalen Lager, verkörpert durch den Handschlag der beiden Protagonisten Hindenburg und Hitler.
Die Stadt Potsdam war dabei von Hitler bewusst vorgeschlagen worden. Sie sollte als ehemalige Residenzstadt der preußischen Könige Sinnbild eines glorifizierten Deutschlands früherer Tage sein, an welches das NS-Regime nun vorgab anknüpfen zu wollen. In seiner Rede strich Hitler daher mehrfach die großen Traditionen Preußen-Deutschlands heraus, die er achten und pflegen wolle. Durch sein maßvolles Auftreten wollte Hitler um Vertrauen bei jenen werben, die ihn bisher als zu radikal abgelehnt hatten. Sein Auftritt in Potsdam ist dabei nur Höhepunkt eines breitangelegten propagandistischen „Vertrauensfeldzugs“, der schon mit dem 30. Januar 1933 einsetzte. Nach Angaben des frühen Nationalsozialisten Kurt Lüdecke soll Hitler die Garnisonkirche sogar schon im September 1932 insgeheim für eine große Inszenierung unter Teilnahme Hindenburgs ausersehen haben, dessen „sagenhaftes Ansehen […] ausgebeutet werden“ müsse.

## Folgen

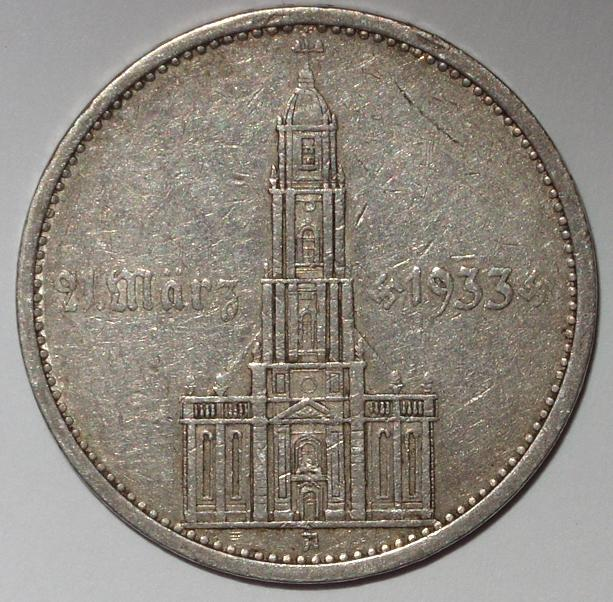
Die Schauseiten der 2- und 5-Reichsmark-Münzen von 1934 zeigten die Garnisonkirche und das Datum des Tages von Potsdam

### Verhältnis Hitler-Hindenburg
Nach dem Urteil des Hindenburg-Biographen Wolfram Pyta stellt der Tag von Potsdam „den endgültigen Durchbruch im persönlichen Verhältnis Hindenburgs zu seinem neuen Reichskanzler“ dar. Sei der 30. Januar 1933 noch ein „politisches Experiment“ gewesen, das Hindenburg durch politische Auflagen absicherte, so habe er nun zunehmend in Hitler „die optimale Besetzung für die Leitung einer Regierung der 'nationalen Konzentration'“ gesehen und sich anerkennend über Hitler geäußert. Hindenburg, der sich nach politischer Entlastung und einem Rückzug aus der Tagespolitik sehnte, begann nun immer mehr, in Hitler seinen geeigneten Nachfolger zu sehen. Die Auflage, dass Hitler den Reichspräsidenten nur im Beisein von dessen besonderem Vertrauensmann, Franz von Papen, aufsuchen dürfe, fiel im April fort; immer mehr verdrängte Hitler den Vizekanzler als Vertrauensmann Hindenburgs.

### Gesetzgebung
Am 21. März 1933 verkündete die Regierung mit der Verordnung des Reichspräsidenten über die Gewährung von Straffreiheit eine Amnestie für Straftaten, die „im Kampfe für die nationale Erhebung des Deutschen Volkes“ begangen worden waren. Nach der Verordnung zur Abwehr heimtückischer Angriffe gegen die Regierung der nationalen Erhebung und der Sondergerichtsverordnung wurden sog. „Heimtücke“-Fälle abgeurteilt. Für das Aufstellen oder Verbreiten „unwahrer“ oder „gröblich entstellter“ Behauptungen, die „geeignet waren, das Ansehen der Reichsregierung oder der hinter der Reichsregierung stehenden Parteien schwer zu schädigen“, drohten bis zu mehrjährige Gefängnis- oder Zuchthausstrafen. Bestraft wurde auch das Erschleichen der Mitgliedschaft in einem Verband, der hinter der „Regierung der nationalen Erhebung“ stand sowie der Missbrauch der Uniform und von Abzeichen dieser Verbände. Die „Heimtückeverordnung“ mündete am 20. Dezember 1934 in das Heimtückegesetz.
Am 23. März 1933 fand sich der neue Reichstag erneut in der Kroll-Oper zusammen. Tagesordnungspunkte waren die Beratung und die Abstimmung über das Ermächtigungsgesetz. Die Abgeordneten der KPD sowie einige Führungsmitglieder der SPD waren laut Wilhelm Frick, Reichsminister des Innern, „durch nützliche Arbeiten in den Konzentrationslagern“ am Erscheinen gehindert. Die 94 anwesenden Sozialdemokraten, darunter der damalige Parteivorsitzende Otto Wels, stimmten gegen das Gesetz. Die übrigen Abgeordneten stimmten dem Gesetz zu, einschließlich der Abgeordneten des katholischen Zentrums und der verbliebenen liberalen Parlamentarier. Damit war es mit 2/3-Mehrheit angenommen. Die Reden vor der Abstimmung nahmen häufig auf die zwei Tage zuvor durchgeführte Veranstaltung Bezug. Wichtiger als der Tag von Potsdam war für die katholische Zentrumspartei, auf deren Stimmen es ankam, die Hoffnung, mit dem Gesetz Hitlers Machtdrang in geregelte staatliche Bahnen leiten zu können.

### Geschichtsbild
Die NS-Propaganda wollte bewusst das Bild der preußischen Geschichte, wie es die borussische Schule der Geschichtsschreibung gezeichnet hatte, für den Nationalsozialismus vereinnahmen. Dazu eignete sich der Tag von Potsdam vorzüglich, auch gegenüber dem Ausland.
Historiker und Journalisten versuchten in den letzten Jahrzehnten das in der Öffentlichkeit vorherrschende Bild vom preußischen Staat zu verändern. Sie konnten beispielsweise darlegen, dass Preußen im Wesentlichen eine rechtsstaatliche Tradition gehabt hatte, die von Hitler nach seiner Machtergreifung zunichtegemacht wurde. Heinrich August Winkler schreibt über die Illusion des Tages von Potsdam:

„Als Reichspräsident Hindenburg in der Garnisonkirche allein in die Gruft zum Sarg Friedrich des Großen hinunterstieg, um stumme Zwiesprache mit dem König zu halten, trat bei vielen Deutschen die gleiche patriotische Rührung ein, die seit Jahren die Fridericus-Filme aus Alfred Hugenbergs ‹Ufa› hervorriefen. Doch das alte Preußen erlebte am 21. März 1933 keine Auferstehung. Die neuen Machthaber nahmen nur seinen Mythos in Dienst, um ihrer Herrschaft den Schein einer noch höheren Legitimation zu verschaffen als jener, die sie am 5. März durch die Wähler empfangen hatten.“

Sebastian Haffner beschrieb die nationalsozialistische Vereinnahmung der preußischen Geschichte am „Tag von Potsdam“ mit folgenden Worten:

„Höhepunkt und Endpunkt dieses deutschnationalen Preußenschwindels war der peinliche ‚Tag von Potsdam‘ am 21. März 1933, die feierliche Eröffnung des unter dem neuernannten Reichskanzler Hitler neugewählten Reichstages, mit der das kurzlebige und für die Deutschnationalen verhängnisvolle Bündnis zwischen Papen und Hitler besiegelt werden sollte. Dieses Bündnis kostümierte sich am Tag von Potsdam als ein Bündnis preußischer Tradition mit nationalsozialistischer Revolution. Die Potsdamer Garnisonkirche mußte als Bühnenbild dafür herhalten, der deutschnationale Stahlhelm paradierte neben der nationalsozialistischen SA, die Reichswehr stellte die Statisterie, und der greise Reichspräsident Hindenburg, der als junger preußischer Leutnant bei Königgrätz gekämpft hatte, durfte in seiner Rede an ‚das alte Preußen‘ erinnern […]. Preußen, was immer es sonst war, war ein Rechtsstaat gewesen, einer der ersten in Europa. Der Rechtsstaat aber war das erste, was Hitler abschaffte. In seiner Rassen- und Nationalitätenpolitik hatte Preußen immer eine noble Toleranz und Indifferenz walten lassen. Hitlers Rassen- und Nationalitätenpolitik war das extreme Gegenbild der preußischen. Das extreme Gegenbild preußischer Nüchternheit war auch Hitlers politischer Stil, seine Demagogie und theatralische Massenberauschung.“